# M2/M3 브래들리
M2 브래들리 또는 브래들리 보병 전투차량(영어: M2 Bradley, Bradley IFV), M3 브래들리 기갑 전투차량(영어: M3 Bradley Cavalry Fighting Vehicle 또는 M3 CFV)은 미국이 사용하고있는 기갑 전투 차량이다.

## 개요
보병전투차량은 1950년대를 기점으로 이미 그 개념이 정립되고 있었다. 당시 미국은 2차 세계 대전중 나치 독일군의 보병전투차량을 보고 만들고 있었는데, 당시 경쟁국인 소비에트 연방에서도 개발중이었다. 당시 1954년에는 프랑스 육군이 AMX-VCI 장갑 의무 차량에 실험적으로 20mm기관포를 탑재한 차량을 선보였고, 1950년대 후반에는 독일이 세계 최초의 보병전투차인 Spz HS.30을 개발해 배치하고 있었다. 미국 육군도 이러한 영향을 받아 개발을 진행시켜 1965년부터 MICV-65 계획을 시작하게 된다. 그리고 당시 진행되고 있던 MBT-70 계획을 모방했다. 이 계획은 MICV-70으로 불렸다.
1967년 소비에트 연방은 보병 전투 차량인 BMP-1을 실전배치 하였고 당시 미국은 큰 충격을 받았다. 73 mm 저압포와 AT-3 새거 대전차미사일을 탑재했고, 보병들을 안전하게 수송할 수 있기 때문이었다. 그래서 미국은 전투능력과 수송능력을 갖춘 차량 개발을 추진했지만 지지부진했다. 1972년 FMC사는 XM723를 제시했다. XM723은 해병대 전용의 AAV7 상륙 돌격 장갑차를 기반으로 하고 있었다. 소련의 표준적인 차량 탑재 기관총인 12.7mm 중기관총에 견딜 수 있는 장갑을 갖추어 3명의 승조원과 8명의 하차보병을 수송할 수 있는 중량 21톤 규모의 궤도전투차량이었다. XM723는 당초 M139 20mm 기관포를 갖춘 1인승 포탑을 탑재했지만, 1976년에 M242 25mm기관포와 TOW 대전차미사일을 갖춘 2인승 포탑으로 재설계됐다. 이 모델은 MICV TBAT-II란 이름으로 불렸다. 또 차내에서는 표준적인 M16 소총으로 차량 내 사격이 힘든 탓에 승차 전투 전용의 소총으로서 M231 FPW의 개발도 진행됐다.
당시 기병부대도 새로운 정찰차량을 원했다. 그래서 위 계획에 합류했으며 1977년 MICV TBAT-II를 XM2로 개명하고 그렇게 선보인 기병 전투차 버전을 XM3라 불렀다. 1979년 12월 XM2/3은 최종 시험에 합격해 제식화돼 1980년 2월 1일에 양산이 인가됐다. M2/M3는 2차세계대전 미 12집단군 사령관이였던 브래들리의 이름을 딴 것이다.

## 활약
걸프 전쟁에 투입되 다수의 이라크 전차인 T-54/55, T-62, T-72들을 격파해 전차에 못지 않은 성능을 보여주었다. 특히 M2 중기관총이 무장의 전부였던 M113과 달리 M242 25mm 기관포와 TOW 대전차미사일을 탑재한 브래들리는 적 전차에 대응하여 전투를 할 수 있었다. 또한 방어력도 14.5mm 중기관총에 전면이 관통되는 방호력을 보였던 M113와 달리 전면 방어력이 크게 개선됐다. 또한 장갑차 고유의 기동력과 빠른 속도를 낼 수 있어 정찰용 차량으로도 적합했기에 이라크 전쟁에서는 M1 에이브람스이상으로 활약했다.

## 문제점
브래들리는 화력과 기동력을 잘 갖추어 평지 전투가 대부분이었던 걸프 전쟁 때는 아주 좋은 성능을 보였지만, 시가전이 대부분이였던 이라크 전쟁에서는 측면부가 RPG-7에 관통되거나 격파 당하는 등의 측면 방어력이 문제가 됐다. 대책으로 측면에 비활성 폭발반응장갑을 채용해 방호력을 개선하였다.

## 같이 보기
- 레드백 장갑차